# Arrondissement Le Mans
Das Arrondissement Le Mans (französisch Arrondissement du Mans) ist eine Verwaltungseinheit im französischen Département Sarthe innerhalb der Region Pays de la Loire. Die Präfektur des Départements Sarthe in Le Mans ist auch Verwaltungssitz des Arrondissements. Vor der Verwaltungsgebietsreform vom 15. Februar 2006 gehörten zum Arrondissement Le Mans 23 Kantone; fünf Kantone wechselten zum Arrondissement La Flèche und sechs Kantone zum Arrondissement Mamers.

## Kantone
Das Arrondissement Le Mans besteht aus zehn Kantonen.
- Bonnétable (mit 13 von 23 Gemeinden)
- Changé
- Écommoy
- Le Mans-1
- Le Mans-2
- Le Mans-3
- Le Mans-4
- Le Mans-5
- Le Mans-6
- Le Mans-7

## Gemeinden
| 1. Aigné (72001)                | 2. Allonnes (72003)              | 3. Arnage (72008)                   | 4. Ballon-Saint Mars (72023)        |
| 5. Brette-les-Pins (72047)      | 6. Challes (72053)               | 7. Champagné (72054)                | 8. Changé (72058)                   |
| 9. Chaufour-Notre-Dame (72073)  | 10. Coulaines (72095)            | 11. Courcebœufs (72099)             | 12. Écommoy (72124)                 |
| 13. Fay (72130)                 | 14. Joué-l’Abbé (72150)          | 15. La Bazoge (72024)               | 16. La Chapelle-Saint-Aubin (72065) |
| 17. La Guierche (72147)         | 18. La Milesse (72198)           | 19. Laigné-Saint-Gervais (72155)    | 20. Le Mans (72181)                 |
| 21. Marigné-Laillé (72187)      | 22. Moncé-en-Belin (72200)       | 23. Montbizot (72205)               | 24. Mulsanne (72213)                |
| 25. Neuville-sur-Sarthe (72217) | 26. Parigné-l’Évêque (72231)     | 27. Pruillé-le-Chétif (72247)       | 28. Rouillon (72257)                |
| 29. Ruaudin (72260)             | 30. Saint-Biez-en-Belin (72268)  | 31. Sainte-Jamme-sur-Sarthe (72289) | 32. Saint-Georges-du-Bois (72280)   |
| 33. Saint-Jean-d’Assé (72290)   | 34. Saint-Mars-d’Outillé (72299) | 35. Saint-Ouen-en-Belin (72306)     | 36. Saint-Pavace (72310)            |
| 37. Saint-Saturnin (72320)      | 38. Sargé-lès-le-Mans (72328)    | 39. Souillé (72338)                 | 40. Souligné-sous-Ballon (72340)    |
| 41. Teillé (72349)              | 42. Teloché (72350)              | 43. Trangé (72360)                  | 44. Yvré-l’Évêque (72386)           |

## Ehemalige Gemeinden seit der landesweiten Neuordnung der Kantone
bis 2024: Laigné-en-Belin, Saint-Gervais-en-Belin
bis 2015: Ballon, Saint-Mars-sous-Ballon

## Quelle
- Verwaltungseinheiten 2006 (PDF-Datei; 76 kB)